# Antoine Bethea
Antoine Akeem Bethea (* 27. Juli 1984 in Savannah, Georgia) ist ein ehemaliger US-amerikanischer American-Football-Spieler in der National Football League (NFL) auf der Position des Safeties. Mit den Indianapolis Colts gewann er den Super Bowl XLI.

## College
Bethea war in der Highschool auch erfolgreicher Basketballer, entschied sich aber schließlich für Football. Er besuchte die Howard University und spielte für deren Team, die Bisons, College Football.

## NFL

### Indianapolis Colts
Beim NFL Draft 2006 wurde er in der 6. Runde als insgesamt 206. von den Indianapolis Colts ausgewählt und in seiner Rookie-Saison gleich regelmäßig als Starting-Safety eingesetzt, so auch im Super Bowl XLI, den er mit seinem Team gewinnen konnte.
In seiner zweiten Saison wurde er erstmals in den Pro Bowl berufen.
2009 konnte er mit den Colts nochmals den Super Bowl erreichen, wo sie sich allerdings den New Orleans Saints geschlagen geben mussten. Bethea selbst wurde zum zweiten Mal in den Pro Bowl berufen.

### San Francisco 49ers
Am 11. März 2014 unterschrieb Bethea einen Vertrag mit den San Francisco 49ers. Auch für sein neues Team erbrachte er seine gewohnt guten Leistungen, erzielte nicht nur seinen ersten Touchdown, sondern wurde auch neuerlich in den Pro Bowl berufen.
Im Oktober 2015 zog er sich im 7. Spiel eine Muskelverletzung zu und fiel für den Rest der Saison aus.

### Arizona Cardinals
Im März 2017 wurde er von den Arizona Cardinals für drei Jahre verpflichtet. 2018 startete Bethea alle 16 Spiele und konnte mit 133 Tackles den Bestwert des Teams erzielen. Nach der Verpflichtung von D. J. Swearinger zum Ende der Saison und der Entscheidung, Budda Baker wieder zum Vollzeit-Safety zu machen, wurde Bethea jedoch nicht mehr benötigt, woraufhin die Cardinals ihn am 8. März 2019 entließen.

### New York Giants
Kurz nach seiner Entlassung verpflichteten die New York Giants Bethea für zwei Jahre. Auch in der neuen Umgebung zeigte er seine gewohnt guten Leistungen. So gelangen ihm in der Saison 2019 110 Tackles und eine Interception. Nachdem er in der Saison 2020 nicht gespielt hatte, gab Bethea am 7. Januar 2021 sein Karriereende bekannt.